# Kids' Choice Sports 2018
La 5ª edizione dei Kids' Choice Sports si è tenuta il 19 luglio 2018 al Barker Hangar di Santa Monica ed è stato trasmesso il 20 luglio 2018 sulle reti statunitensi del network Nickelodeon.
L'edizione è stata presentata dal giocatore professionista di pallacanestro Chris Paul.

## Vincitori e candidature
I vincitori sono indicati in grassetto.

### Miglior atleta uomo
- LeBron James (Basket)
- Cristiano Ronaldo (Calcio)
- James Harden (Basket)
- José Altuve (Baseball)
- Sidney Crosby (Hockey su ghiaccio)
- Tom Brady (Football americano)

### Miglior atleta donna
- Alex Morgan (Calcio)
- Chloe Kim (Snowboard)
- Jamie Anderson (Snowboard)
- Katie Ledecky (Nuoto)
- Mikaela Shiffrin (Sci alpino)
- Sloane Stephens (Tennis)
- Venus Williams (Tennis)

### Nuovo arrivato preferito
- Allisha Gray (Tennis)
- Aaron Judge (Baseball)
- Ben Simmons (Basket)
- Deshaun Watson (Football americano)
- Donovan Mitchell (Basket)
- Lonzo Ball (Basket)
- Red Gerard (Snowboard)

### Mani d'oro
- Antonio Brown (Football americano)
- Danny Amendola (Football americano)
- Julio Jones (Football americano)
- Maddie Rooney (Hockey su ghiaccio)
- Nolan Arenado (Baseball)
- Pekka Rinne (Football americano)

### Giocatore da ultimo tiro
- Kevin Durant (Basket)
- Carli Lloyd (Calcio)
- Chris Paul (Basket)
- Katie Ledecky (Nuoto)
- Lionel Messi (Calcio)
- Nick Foles (Football americano)

### Mosse più folli
- Russell Westbrook (Basket)
- Alex Morgan (Calcio)
- Alex Ovechkin (Hockey su ghiaccio)
- Giannis Antetokounmpo (Basket)
- Le'Veon Bell (Football americano)
- Stephen Curry (Basket)
- Zlatan Ibrahimović (Calcio)

### Battitore più forte
- Venus Williams (Tennis)
- Aaron Judge (Baseball)
- Alexander Ovechkin (Hockey su ghiaccio)
- Bryce Harper (Baseball)
- Dustin Johnson (Golf)
- Giancarlo Stanton (Baseball)
- Jocelyne Lamoureux-Davidson (Hockey su ghiaccio)

### Meraviglie invernali
- Shaun White (Snowboard)
- Adam Rippon (Skaterboard)
- Alex e Maia Shibutani (Skateboard)
- Chloe Kim (Snowboard)
- Jamie Anderson (Snowboarder)
- Mikaela Shiffrin (Sci alpino)
- Red Gerard (Snowboard)

### Giocatore più prezioso
- James Harden (Basket)
- Giancarlo Stanton (Baseball)
- José Altuve (Baseball)
- Sylvia Fowles (Basket)
- Taylor Hall (Hockey su ghiaccio)
- Tom Brady (Football americano)

### Non provateci a casa (Don't Try This at Home)
- Chloe Kim (Snowboard)
- Colton Walker (BMX)
- Ibtihaj Muhammad (Scherma)
- Lakey Peterson (Surf)
- Mirai Nagasu (Skateboard)
- Nyjah Huston (Skateboard)
- Shaun White (Snowboard)

### Re dello stile (King of Swag)
- Odell Beckham Jr. (Football americano)
- Adam Rippon (Skateboard)
- Chris Paul (Basket)
- Neymar Jr. (Calcio)
- P.K. Subban (Hockey su ghiaccio)
- Russell Westbrook (Basket)
- Travis Kelce (Football americano)

### Regina dello stile
- Serena Williams (Tennis)
- Brighton Zeuner (Skateboard)
- Ibtihaj Muhammad (Scherma)
- Jamie Anderson (Snowboard)
- Michelle Wie (Golf)
- Skylar Diggins-Smith (Basket)
- Sydney Leroux (Calcio)

### Best Cannon
- Russell Wilson (Football americano)
- Aaron Rodgers (Football americano)
- Dak Prescott (Football americano)
- Clayton Kershaw (Baseball)
- Corey Kluber (Baseball)
- Justin Verlander (Baseball)

### Biggest Powerhouse
- Rob Gronkowski (Football americano)
- Anthony Davis (Basket)
- Draymond Green (Basket)
- Giannis Antetokounmpo (Basket)
- Joel Embiid (Basket)
- Rose Namajunas (Arti marziali miste)
- Von Miller (Football americano)

### Need for Speed
- Lindsey Vonn (Sci alpino)
- Mikaela Shiffrin (Sci alpino)
- Chris Mazdzer (Slittino)
- Jimmie Johnson (NASCAR)
- Kyle Busch (NASCAR)
- John-Henry Krueger (Pattinaggio di velocità su ghiaccio)

### Nothing But Net
- Chris Paul (Basket)
- Alex Morgan (Calcio)
- James Harden (Basket)
- J.J. Redick (Basket)
- Klay Thompson (Basket)
- Kyle Korver (Basket)
- Patrick Kane (Hockey su ghiaccio)
- Patrik Laine (Hockey su ghiaccio)

### Biggest Kid
- Laurie Hernandez (Trave, Ginnastica artistica)
- Andre Drummond (Basket)
- DeAndre Jordan (Basket)
- Julian Edelman (Football americano)
- Kyrie Irving (Basket)
- Maia Shibutani (Pattinaggio di figura)
- Rob Gronkowski (Football americano)
- Yasiel Puig (Baseball)

### Giocata dell'anno
- LeBron James Alley Oop to Himself (Basket)
- Aaron Judge Hits 50th Homerun (Baseball)
- Devante Smith-Pelly's Stanley Cup Final Goal (Football americano)
- George Springer World Series Homerun (Baseball)
- Jocelyne Lamoureux-Davidson's Shootout Goal (Hockey su ghiaccio)
- Kevin Durant's 'Déjà Vu' Dagger Shot (Basket)
- Nick Foles Super Bowl "Philly Special" (Football americano)
- Stefon Diggs Game-Winning "Minneapolis Miracle Catch" (Football americano)

### Premio leggenda
- Danica Patrick